# Arnaud Dykmans
Arnaud Dykmans (21 april 1992) is een Belgisch hockeyer.

## Levensloop
Dykmans is aangesloten bij Royal White Star HC.
Daarnaast is de middenvelder actief bij het Belgisch zaalhockeyteam. Met de Indoor Red Lions nam hij onder meer deel aan het Europees kampioenschap van 2022 in Hamburg.
Zijn broer Gaëtan is ook actief in het hockey.